# Lagunas de Epulafquen
Las Lagunas de Epulafquen (Epulauquen o Epulaufquen) son dos pequeños lagos ubicados en el departamento Minas de la provincia del Neuquén, Argentina, en plena cordillera de los Andes, cerca del límite con Chile. Están protegidas por un parque provincial.
Epulafquen es una voz mapuche que significa “dos lagos”, en alusión a los lagos Superior e Inferior.
Ocupan el centro de un pequeño valle, el lugar más septentrional de la República Argentina con presencia del bosque andino patagónico. El parque fue creado para proteger estas formaciones, con presencia de lengas, roble pellín, ñires, cañas coligüe y amancayes. 
Los dos pequeños lagos tienen una importante población de aves acuáticas, además de salmónidos; no obstante, la pesca no está permitida en estos lagos. Entre las aves de hábitat acuático, se ha registrado la presencia de ejemplares de pato zambullidor grande (Oxyura ferruginea), cisne cuello negro (Cygnus melancoryphus) y cauquén real (Chloephaga poliocephala).
Pertenece a la cuenca alta del río Neuquén, ya que el emisario de las lagunas es el río Nahueve que desemboca en el Neuquén, y está ubicado a unos 135 km de la ciudad de Chos Malal y a unos 40 km de la localidad de Las Ovejas.
No es un destino turístico destacado, pero el área recibe algunos centenares de visitantes anuales. Tienen vista a crestas montañosas, bosques y lagos.

## Historia
En este lugar, en el arroyo "Lanasa", se libró la última batalla contra realistas en América —bandidos e indígenas acaudillados por los hermanos Pincheira— en la llamada Batalla de las lagunas de Epulafquen, en el año 1832, derrotados por las fuerzas chilenas del General  Manuel Bulnes.

## Lagos
- Laguna Epulafquen superior
- Laguna Epulafquen inferior
- Laguna Negra
- Laguna Las Chaquiras